# Pas de quatre
Pas de quatre (z francouzštiny) je hudební a taneční forma v baletu. Opakuje stavbu pas de deux s variací čtyř tanečníků. V 19. století se vyvinula forma pas de quatre skládající se z entre, jednotlivých variací a cody. Nechyběl ani společenský tanec se stejným názvem. Obvykle tse jedná o zábavné tance bez zápletek, prováděné jako součást většího díla.

## Vybraná díla
Mezi nejznámější pas de quatre v baletním repertoáru patří:
- 1845. Pas de Quatre (balet), choreografie Jules Perrot, hudba Cesare Pugni. Tančily ho Lucile Grahn, Carlotta Grisi, Fanny Cerrito a Marie Taglioni, čtyři slavné baletky té doby. Fanny Elssler byla pozvána, aby se podílela na jeho vytvoření, ale odmítla tak učinit. Mladá Lucile Grahn bez váhání přijala.
- 1895. Labutí jezero, 2. dějství, choreografie Lev Ivanov, hudba Pjotr Iljič Čajkovskij. Tanec malých labutí („Danse des petits cygnes"). Čtyři baletky se zkříženýma rukama, obvykle demisólistky baletního souboru,  předvádějí přesnou a oslnivou práci nohou.
- 1898. Raymonda, 3. dějství, choreografie Marius Petipa, hudba Alexander Glazunov. Variace pro čtyři tanečníky, v pas classique hongrois. Vznešené kvarteto, které poprvé uvedli Sergej Legat, Georgi Kyasht, Nikolai Legat a Alexander Gorsky.
- 1936. Jardin aux Lilas, choreografie Antony Tudor, hudba Ernest Chausson. Technicky nejde o čisté pas de quatre, protože čtyři postavy jsou doprovázeny baletním sborem. Při jeho premiéře byli čtyřmi hlavními představiteli Maude Lloyd (Caroline), Hugh Laing (její milenec), Antony Tudor (muž, kterého si má vzít) a Peggy van Praagh (epizoda z minulosti).
- 1949 The Moor's Pavane, choreografie José Limón, hudba Henry Purcell. Na motivy Shakespearova Othella. Původní obsazení tvořili Limon (The Moor), Betty Jones (Desdemona), Lucas Hoving (Jago) a Pauline Koner (Emilia).
- 1957. Agon, choreografie George Balanchine, hudba Igor Stravinskij. První část se skládá z pas de quatre pro čtyři muže, dvojité pas de quatre pro osm žen a trojité pas de quatre pro osm žen a čtyři muže.
- 1975. The Four Seasons, choreografie Kenneth MacMillan, hudba Giuseppe Verdi. Ve 3. dějství Verdiho opery Sicilské nešpory (I Vespri Siciliani). Při premiéře tančili Lesley Collier, Michael Coleman, David Ashmole a Wayne Eagling.